# Leonardo Foscolo
Leonardo Foscolo (1588. – 1660.), mletački general i generalni providur Mletačke Dalmacije i Albanije (1645. – 1652.).

## Životopis
Živio je u 17. stoljeću. Obnašao je dužnost generalnog providura Dalmacije od 1645. do 1652. godine, naslijedivši na toj dužnosti Andreu Vendramina. Foscola je na dužnosti naslijedio Girolamo Foscarini. Pored dužnosti generalnog providura, postavljen je za glavnog zapovjednika mletačke vojske u Dalmaciji u vremenima pred Kandijski rat. U ratu se pokazao uspješnim. 1646. je godine oslobodio od Osmanlija hrvatske krajeve pod osmanskom vlašću: Obrovac, Novigrad, Zemunik, Nadin, Karin, Vranu i Solin. Sljedeće je godine od Osmanlija oslobodio Drniš, Knin i Klis.
Razbio je tursku opsadu Šibenika, najveći osmanski napad na Šibenik u povijesti, bitku koja je po dramatičnosti bila je jedna od najvećih u šibenskoj povijesti.
Iz te godine datira stradavanje ostataka amfiteatra u Saloni. Foscolo ih jedao porušiti zbog straha da Turcima ne posluže kao uporište.
Surađivao s poznatim hrvatskim narodnim junacima, poput Stipana Sorića. Na Foscolovu su zapovijed harambaše Vuk Mandušić i Ilija Smiljanić krenuli prema Zečevu za ondje dočekati Turke i oteti im plijen. Uslijedila je bitka 31. srpnja 1648. u kojoj je poginuo Vuk Mandušić. Foscolo dao velikim dijelom porušiti drnišku utvrdu, ali je ubrzo opet obnovili, jer je Drniš u dva navrata vraćala od Turaka Drniš i sve do 1715. postojala je opasnost od prodora Turaka. 
Osim rada na utvrdnim objektima, radio je na tome kako pojačati obrambenu spremnost utvrda u mletačkoj Dalmaciji. Radi toga je podupirao da se stvori vojska koju će se popuniti od domaćeg stanovništva.